# Krasnovia longiloba
Krasnovia es un género monotípico de hierba perteneciente a la familia Apiaceae. Su única especie: Krasnovia longiloba, es originaria de China.

## Descripción
Es una planta herbácea que alcanza un tamaño  de 40-100 cm de altura. Con tubérculo de 2 cm de ancho. Basal y con las hojas inferiores pecioladas y con una vaina pequeña, estrecha, la hoja ampliamente ovado-rómbica, de 8 x 5 cm; con 4-5 principales pares de pinnas, largo pecioluladas-; segmentos finales linear-oblongas, de 3-10 x 0,5 -2 mm. Hojas medias y superiores se reducen gradualmente con pecíolos. Las inflorescencias en umbelas de 3-4 cm de ancho, brácteas 1 o 2, o ausentes, los rayos 5-8; bracteolas 5, lanceoladas u ovadas-lanceoladas. Pedicelos numerosas, de. 5 mm. Pétalos blancos, de hasta 5 mm (los pétalos exteriores radiante). Fruto de color marrón oscuro, ovoide-oblonga, de 3-5 x 1,5-1,8 mm. Fl. Abril-mayo, fr. May-Jun.

## Distribución y hábitat
Se encuentra en matorrales arbustivos, y en laderas cubiertas de hierba o gravilla, a una altitud de 2000 metros en el oeste de Xinjiang y en Kazajistán.

## Taxonomía
Krasnovia longiloba fue descrita por (Kar. & Kir.) Popov ex Schischk. y publicado en Flora URSS 16: 118, pl. 15, f. 1. 1950.
La evidencia reciente de los estudios moleculares sugiere que Krasnovia longiloba debe estar incluida dentro del género tradicionalmente monotípico Kozlovia Lipsky.
Sinonimia
- Kozlovia longiloba (Kar. & Kir.) Spalik & S.R. Downie
- Krasnovia longiloba (Kar. & Kir.) Popov
- Sphallerocarpus longilobus Kar. & Kir. basónimo[3]